# Frank Carlucci
Frank Carlucci (Scranton, Pensilvania; 18 de octubre de 1930-McLean, Virginia; 3 de junio de 2018) fue un político, diplomático y empresario estadounidense. Consejero de Seguridad Nacional (1986-1987) y secretario de Defensa (1987-1989).

## Biografía

### Origen y formación
Nació en Scranton, Pensilvania, en 1930. Hijo de un inmigrante italiano. Estudió en Princeton. Allí conoció a Donald Rumsfeld del que fue compañero de habitación. Se enrola como oficial de la Armada (1952-1954) y después ingresa en la Harvard Business School (1954-1956).

### Oficial del Servicio Exterior (1956-1969)
Tras terminar sus estudios, entra en el Foreign Service, trabajando durante más de una década para el Departamento de Estado (1956-1969). Su función será hacer de enlace entre diferentes delegaciones diplomáticas y los servicios de Inteligencia. Ocupa el cargo de vicecónsul en Johannesburgo en 1958 y el de subsecretario de la Embajada de los Estados Unidos en Leopoldville en lo que aún era el Congo Belga. Se sospecha que colaboró facilitando el acceso al poder del general Mobutu Sese Seko, favorable a Washington, y de estar implicado en el asesinato de su rival Patrice Lumumba, quién buscó apoyo de la Unión Soviética luego de no conseguirlo por parte de los Estados Unidos.
Trabajó también en 1964 como primer secretario en la embajada de Dar es-Salam, Tanzania. El país también acababa de lograr su independencia, y el presidente Julius Nyerere buscaba un acercamiento a la URSS. Un año después, un grupo de oficiales organiza un intento de golpe de Estado que finalmente fracasa. Acusado de organizar la sublevación contra Nyerere, Carlucci es expulsado del país por el gobierno de Tanzania.
Inmediatamente después, el agregado militar estadounidense en Brasil, el general Vernon Walters, solicita la presencia de Carlucci en Brasil para supervisar la complicada situación política de la nación después del golpe militar que derroca a Joao Marques Goulart e instaura una dictadura militar.
Ya en los años 70 pasa a desempeñar cargos más oficiales. Durante la Administración Nixon es nombrado subdirector de la Oficina de Personal y Presupuesto, dirigido entonces por Caspar Weinberger. En 1973, se traslada al Departamento de Sanidad como subsecretario, de nuevo como número dos de Weinberger.

### Embajador de Estados Unidos en Lisboa (1974-1977)
Cuando los aires revolucionarios comienzan a hacerse evidentes en Portugal, Washington, preocupado porque el país se pueda deslizar hacia la extrema izquierda, decide intervenir. El general Vernon Walters, subdirector de la CIA en aquel momento, recomienda al presidente Gerald Ford que destituya al embajador de Estados Unidos en Lisboa y coloque en su lugar a Frank Carlucci. Carlucci llega a Lisboa acompañado de 80 exagentes de los servicios de inteligencia brasileños con el propósito de evitar la revolución radical y hacer que Portugal se encamine hacia la democracia liberal.
Para ello, el embajador Carlucci cortejó a la socialdemocracia moderada, liderada por Mário Soares y mediante subrepticias maniobras políticas estancaron definitivamente el proceso revolucionario. Los socialdemócratas moderados y la derecha retomaron la iniciativa y pasaron a controlar el proceso mediante el desplazamiento de las facciones más radicales del Movimiento de las Fuerzas Armadas. Se paralizaron las medidas tomadas durante el auge revolucionario, como las nacionalizaciones o la reforma agraria, llegándose incluso a la rehabilitación de los políticos del régimen salazarista.

### De vuelta en Washington
En 1977 Frank Carlucci ya podía volver a Washington cargado de prestigio por haber supervisado con éxito una de las operaciones contrarrevolucionarias más brillantes de la época. Es nombrado director adjunto de la CIA por el presidente Jimmy Carter en 1978. En su periodo como número dos de la CIA ha sido relacionado por algunos investigadores con el asesinato del líder democristiano italiano Aldo Moro, favorable a que los comunistas italianos entraran a formar parte del gobierno.
Tras la llegada del republicano Ronald Reagan a la Casa Blanca, Carlucci es nombrado adjunto al secretario de Defensa. Ocupó este cargo entre 1981 y 1983 colaborando estrechamente con el secretario Caspar Weinberger. En 1983 abandona el Pentágono para entrar a trabajar en el sector privado. Se convierte en jefe ejecutivo de la Sears World Trade, una sociedad con varias filiales dedicadas al negocio de armamentos y que asesora a las autoridades estadounidenses la compra y venta de misiles antiaéreos, aviones y otros equipos militares, y que dispone de su propio think-tank, el Hudson Institute.
A finales de 1986, en pleno escándalo Irán-Contra, el presidente Reagan acomete una profunda reorganización del Consejo de Seguridad Nacional. Despide al almirante John Poindexter, implicado en el escándalo, y nombra a Frank Carlucci nuevo consejero de Seguridad Nacional. Carlucci aterriza en el CSN acompañado por gente de su confianza, como el general Colin Powell, el experto en terrorismo Robert Oakley o el coronel Grant Green, entre otros.

### Secretario de Defensa (1987-1989)
Tras apenas unos meses como Consejero de Seguridad Nacional, en noviembre de 1987, el presidente Reagan nombró a Carlucci nuevo secretario de Defensa en sustitución del dimitido Caspar Weinberger, y Colin Powell pasó a ocupar la dirección del CSN. Carlucci fue confirmado por el Senado con 91 votos a favor.
Considerado más pragmático y transigente con la Unión Soviética que su predecesor Weinberger, Carlucci mantuvo una línea prudente respecto a la firma de tratados de desarme con la URSS. 
No promulgó grandes cambios organizativos en el Pentágono, en gran medida debido a que asumió el puesto ya al final de la Administración Reagan. Mejoró las relaciones con los mandos militares apoyando el Acta Goldwater-Nichols del Senado, que pretendía otorgar mayores poderes a la Junta de jefes del Estado Mayor Conjunto frente al poder civil que dirigía el departamento.
Ofreció menor resistencia del que había ofrecido Weinberger ante las decisiones del Congreso, por lo que pudo mejorar también las relaciones con los legisladores. Tras la crisis bursátil de octubre de 1987, tuvo que acordar con el Congreso limitar el gasto militar a 299 000 millones de dólares para el año siguiente, 33 000 millones de dólares menos de lo que el presidente Reagan había pedido anteriormente. Decidió eliminar los programas marginales y los niveles de personal civil, para evitar así que el recorte afectara a los programas de entrenamiento y apoyo a las Fuerzas Armadas. 
También mejoró las relaciones con el Departamento de Estado y dedicó más tiempo que Weinberger a los viajes al exterior. En sus 14 meses como Secretario de Defensa, Carlucci realizó 13 viajes diferentes repartidos entre Europa, Oriente Medio, África y Asia.
Se convirtió en el primer jefe del Pentágono en visitar la Unión Soviética. El 29 de mayo de 1988 aterrizó en Moscú para participar en la histórica cumbre entre Reagan y Gorbachov. Más tarde, en agosto de 1988, volvió para reunirse a solas con su homólogo soviético Dmitri Yázov a quien trató de convencer de que la URSS adoptara de manera oficial y pública una estrategia «defensiva» en lugar de «ofensiva» en el ámbito internacional.

### Presidente del Grupo Carlyle
Al final de su mandato como secretario de Defensa, el 20 de enero de 1989, volvió al sector privado. Fue nombrado presidente de la empresa Carlyle Group y ha tenido intereses comerciales en las siguientes compañías: General Dynamics, Westinghouse, Ashland Oil, Neurogen, CB Commercial Real Estate, Nortel, BDM International, Quaker Oats, y Kaman.
Fue miembro destacado de la RAND Corporation, el Proyecto para el Nuevo Siglo Estadounidense (PNAC) y el Middle East Policy Council.
Falleció en su casa de McLean el 4 de junio de 2018 a los 87 años tras complicaciones de Parkinson.